# Мулланур Вахитов (деревня)
Мулланур Вахитов — деревня в Буинском районе Татарстана. Входит в состав Альшиховского сельского поселения.

## География
Находится у реки Карла в юго-западной части Татарстана, приблизительно в 10 км на запад-юго-запад от районного центра города Буинск.

## История
Основана в 1920-х годах. Обиходное название Нурвахитово. В настоящее время в деревне имеется мечеть, начальная школа, магазин, дом культуры и несколько фермерских хозяйств.

## Население
Постоянных жителей насчитывалось: в 1926 году — 199, в 1938—263, в 1949—279, в 1958—298, в 1970—405, в 1979—311, в 1989—237. Постоянное население составляло 215 человек (татары 98 %) в 2002 году, 235 в 2010.